# Гюттау
Гюттау — містечко та громада в австрійській землі Зальцбург. Місто належить округу Санкт-Йоганн-ім-Понгау.

## Галерея

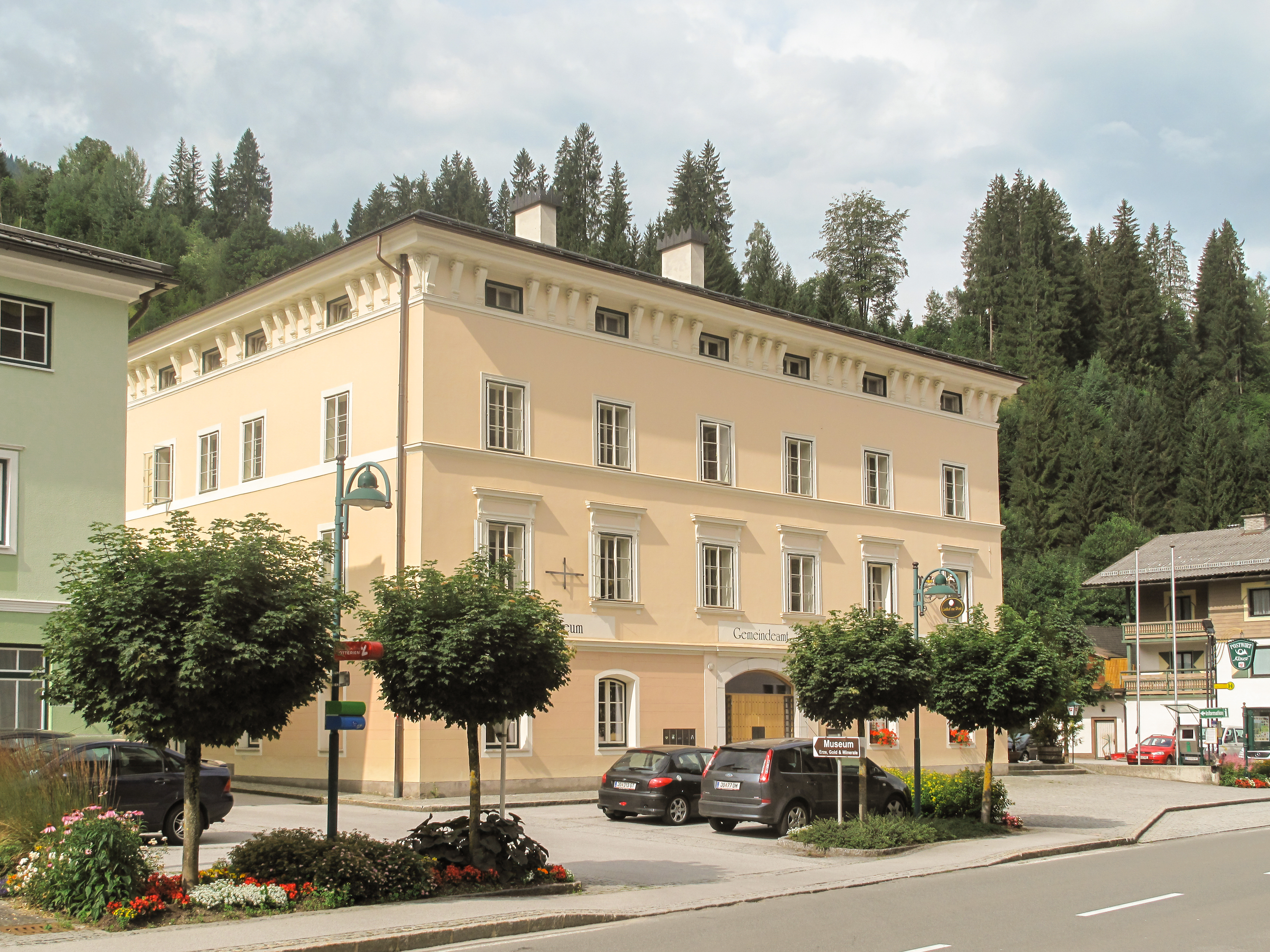
Hüttau, Gemeindeamt
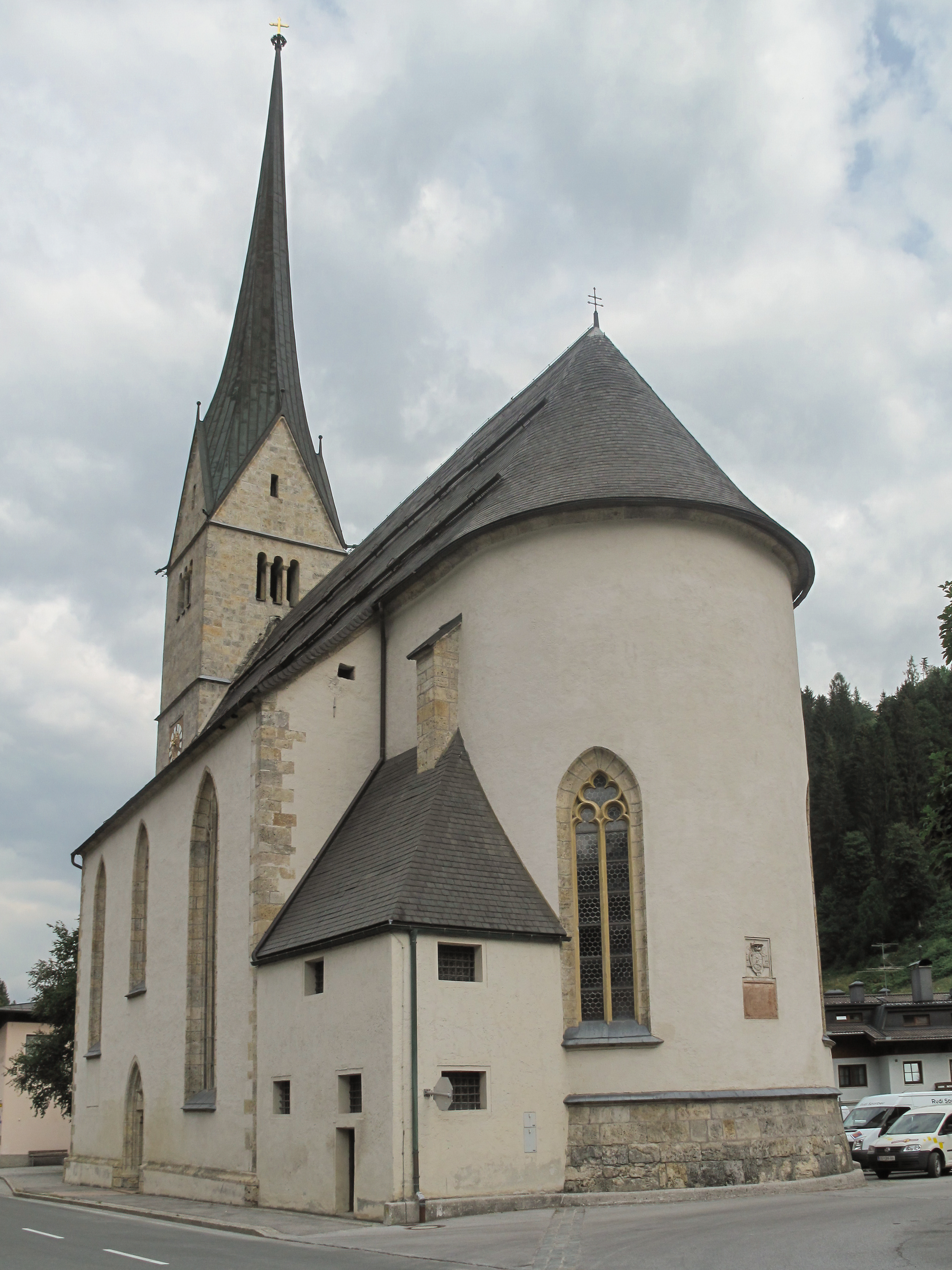
Hüttau, Kirche
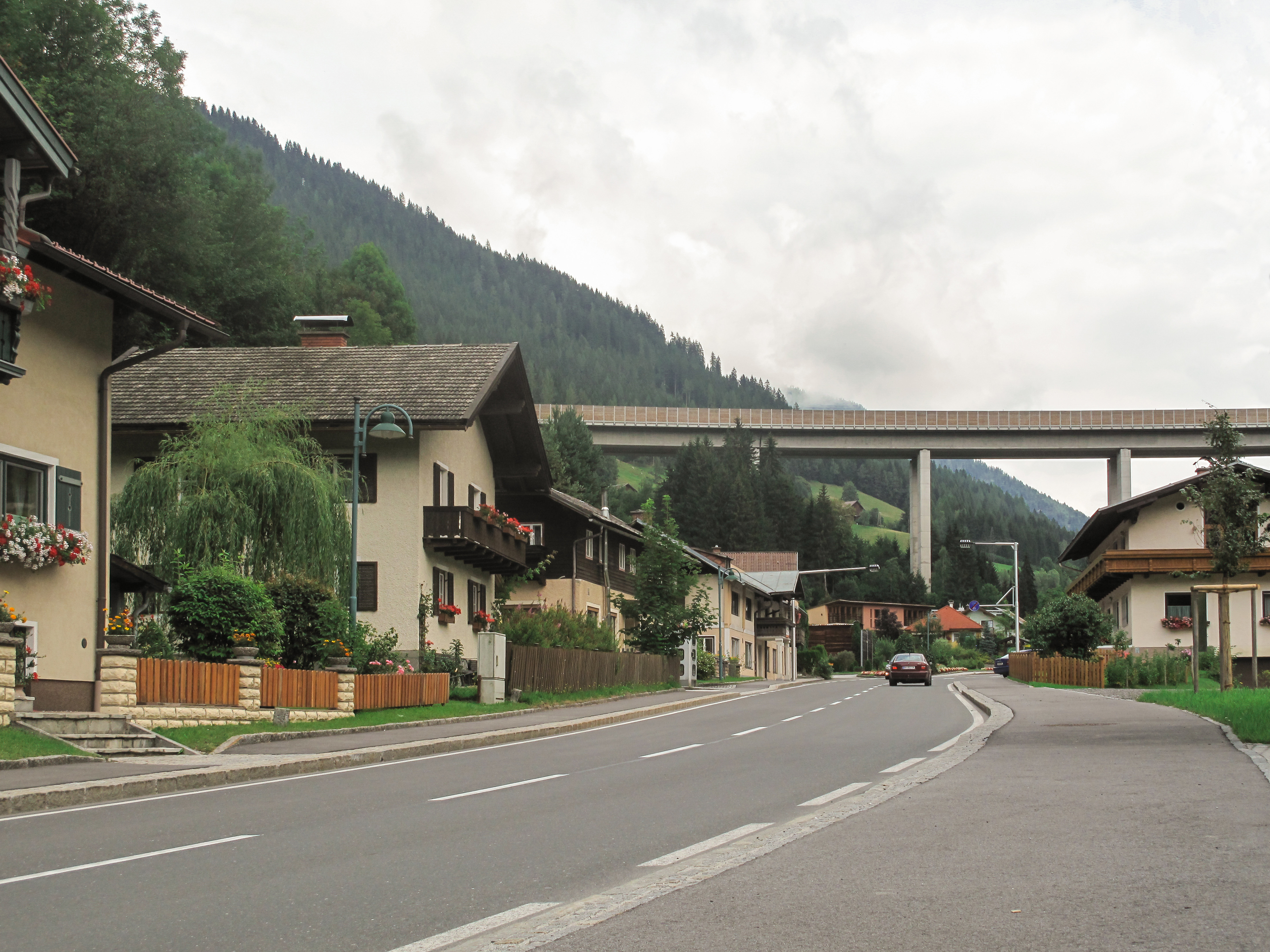
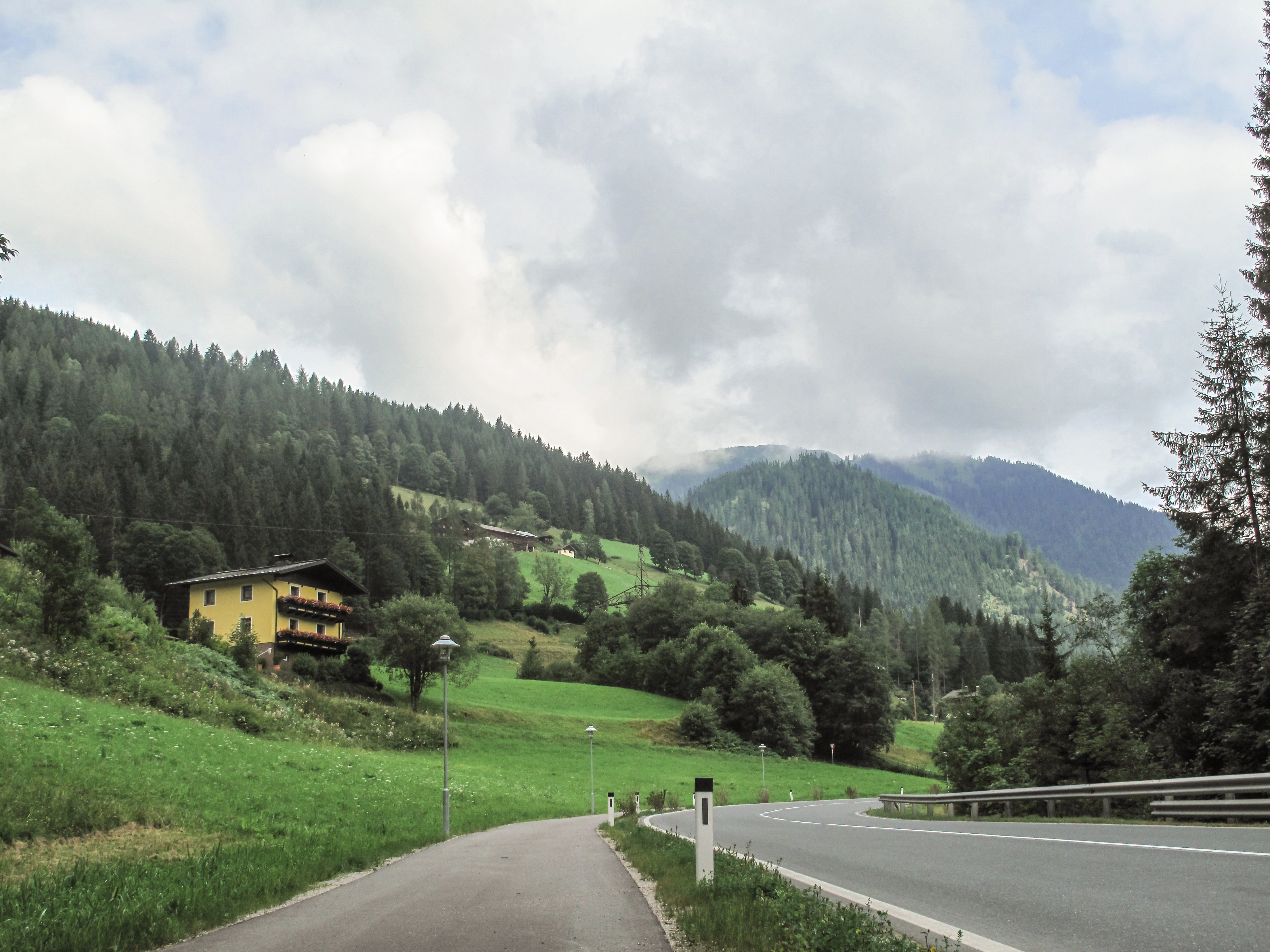